# Soria
Pour les articles homonymes, voir Soria (homonymie).
Soria est une commune espagnole, capitale de la province homonyme, située en Castille-et-León.

## Géographie

### Situation
La ville est située sur le cours supérieur du Douro, à 200 km au nord-est de Madrid. Avec une altitude moyenne de 1 063 mètres, Soria est la deuxième capitale provinciale la plus élevée d'Espagne. La commune s'étend sur 271,77 km2

### Climat
Le climat de la ville est de type semi-méditerranéen à tendance continentale. L’hiver est long et froid (janvier –2,9 °C), le nombre de jours de gelée peut atteindre 90. L'été est chaud (20 °C en juillet et août) avec des températures maximales atteignant 28 voire 35 °C les jours de canicule ; toutefois les nuits sont fraiches, la température pouvant descendre à 10 °C. Les précipitations sont modestes (570 mm par an) et sont plus importantes en avril et en mai. L'hiver il peut neiger. Soria est le chef-lieu de province le plus froid de toute l'Espagne.

## Histoire

### Moyen Âge
Bien qu'il y ait des signes de peuplement de l'âge du fer et de l'époque celtique, Soria entre dans l'histoire avec son repeuplement entre 1109 et 1114, par Alphonse Ier d'Aragon. Enclave stratégique en raison des luttes territoriales entre les royaumes de Castille, de Navarre et d'Aragon, Soria fait définitivement partie de la Castille en 1134, sous le règne d'Alphonse VIII, né à Soria. Alphonse X avait établi sa cour à Soria quand il a reçu l'offre du trône du Saint-Empire romain germanique. À Soria, le roi Jacques IV de Majorque mourut, et Jean Ier de Castille se maria en premières noces. En plein essor au Moyen Âge tardif grâce à sa situation frontalière et à son importante population ovine, Soria a connu un lent déclin au cours des siècles suivants. La ville a été endommagée pendant la Guerre d'indépendance. La ville conserve un important patrimoine architectural (murs médiévaux, palais de la Renaissance et églises romanes) et abrite le musée numantin (avec des pièces de la ville celtibère voisine de Numancia). 

### Les lignages de Soria
Tout comme la ville de Bruxelles, la ville de Soria fut dirigée par des Lignages, au nombre de douze, comme l'explique María Asenjo González (Espacio y sociedad en la Soria medieval, siglos XIII-XV, Soria, Ediciones de la Excma, Diputación Provincial de Soria, 1999, 607 p.): La prospérité de Soria à la fin du Moyen Âge est donc très inégalement partagée entre ses habitants. Elle renforce une tendance à une plus grande hiérarchisation sociale dont se faisait déjà écho le fuero concédé par Alphonse X et lui donne un tour définitif en consacrant au sein de la ville le primat d'une élite, les caballeros villanos, qui parviennent peu à peu à se déprendre du jeu contraignant des parentèles pour asseoir le pouvoir de leur groupe (p. 435). Passé le milieu du XVe siècle, ils s'imposent ainsi à la tête de la ville dont ils confisquent le gouvernement, désormais confié chaque année à 6 regidores, choisis en alternance dans les 12 lignages principaux et réforment même l’espace qu'ils partagent en 12 cuadrillas, renfermant chacune plusieurs églises des anciennes collaciones dont la trace disparaît progressivement dans un paysage urbain appelé à se perpétuer tout au long de l'époque moderne (p. 587).

### Histoire de l'art
Le peintre de la Renaissance Juan Soreda y travailla dans les deux premières décennies du XVIe siècle. Il a dû faire son apprentissage dans cette région et se former au contact de Pablo de San Leocadio, Osona et Yanez dont on retrouve l'influence dans ses œuvres de El Burgo de Osma et de Soria,.
Aujourd'hui, sa population de 39 000 habitants fait de Soria la capitale provinciale la moins peuplée de la région et la deuxième moins peuplée d'Espagne (après Teruel). L'industrie agroalimentaire est particulièrement importante dans son économie, et le tourisme en pleine croissance est attiré par son patrimoine culturel. Soria a été citée par UNESCO comme un bon exemple en incluant le régime méditerranéen dans sa liste représentative du patrimoine culturel immatériel de l'humanité.

## Démographie
En 2021, la commune compte 39 821 habitants, ce qui en fait la capitale de province la moins peuplée d’Espagne après Teruel.
| 1900  | 1910  | 1920  | 1930   | 1940   | 1950   | 1960   | 1970   | 1980   |
| ----- | ----- | ----- | ------ | ------ | ------ | ------ | ------ | ------ |
| 7 151 | 7 535 | 7 619 | 10 098 | 13 054 | 16 878 | 19 300 | 25 030 | 32 039 |

| 1990   | 2001   | 2011   | 2020   | - | - | - | - | - |
| ------ | ------ | ------ | ------ | - | - | - | - | - |
| 32 609 | 35 151 | 40 286 | 39 821 | - | - | - | - | - |

## Administration

### Conseil municipal
Le conseil municipal comprend 21 élus.

### Liste des maires
| Mandat    | Maire | Maire                | Parti | Majorité |
| --------- | ----- | -------------------- | ----- | -------- |
| 1979-1983 |       | José Luis Liso       | UCD   | 8 / 21   |
| 1983-1987 |       | José Luis Liso       | AP    | 12 / 21  |
| 1987-1991 |       | Virgilio Velasco     | AP    | 10 / 21  |
| 1991-1995 |       | Virgilio Velasco     | PP    | 12 / 21  |
| 1995-1999 |       | Javier Jiménez Vivar | PP    | 11 / 21  |
| 1999-2003 |       | Eloisa Álvarez       | PSOE  | 6 / 21   |
| 2003-2007 |       | Encarnación Redondo  | PP    | 10 / 21  |
| 2007-2011 |       | Carlos Martínez      | PSOE  | 9 / 21   |
| 2011-2015 |       | Carlos Martínez      | PSOE  | 12 / 21  |
| 2015-2019 |       | Carlos Martínez      | PSOE  | 11 / 21  |
| 2019-2023 |       | Carlos Martínez      | PSOE  | 12 / 21  |
| 2023-2027 |       | Carlos Martínez      | PSOE  | 12 / 21  |

## Lieux et monuments

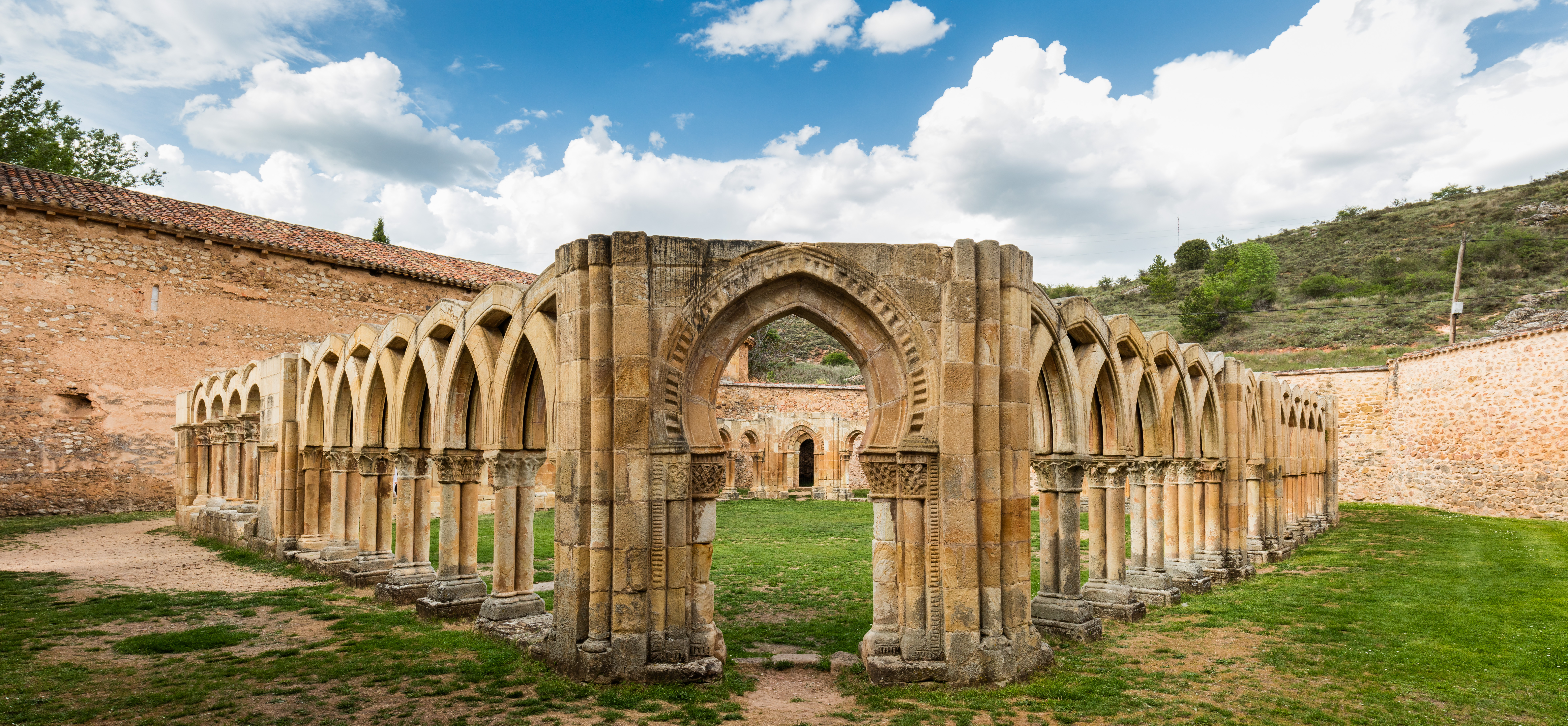
Monastère San Juan de Duero à Soria. Mai 2017.

La ville de Soria, comme le reste de la province, se distingue par son patrimoine d'art roman et baroque.
- La co-cathédrale du XVIe siècle, qui partage le siège du diocèse.

- Monastère San Juan de Duero qui est une ancienne commanderie de l'ordre de Saint-Jean de Jérusalem[5]

L'hermitage de San Bartolomé, dans le parc naturel del Cañón del Río Lobos, Soria. Mai 2017.

- Église de Santo Domingo: temple de style roman aquitain ou poitevin. Il est lié au mariage d'Alphonse VIII de Castille avec Aléonor Plantagenêt, fille d'Henri II d'Angleterre et d'Aliénor d'Aquitaine.
- Église romane de San Juan de Rabanera. Le portail provient de l'église de Saint-Nicolas.
- Église romane de Saint-Nicolas: Temple en ruines. Dans une chapelle, se distingue la décoration avec des peintures représentant l'assassinat de l'archevêque de Cantorbéry, Saint Thomas Becket, sur ordre d'Henri II d'Angleterre en 1170.
- Ermitage de San Saturio : creusée dans un rocher au-dessus du fleuve Douro. Les belles fresques baroques sont particulièrement remarquables.

## Éducation
Soria est une des quatre antennes de l'Université de Valladolid (avec Palence, Ségovie et donc Valladolid). À Soria, jusqu'en 2005, l'université était répartie un peu partout, aux quatre coins de la ville, la Faculté de Traduction était le long du jardin public La Dehesa, la faculté de Commerce était accolée à la résidence universitaire Duques de Soria, etc.
Depuis 2005, un seul bâtiment regroupe toutes les facultés sur le lieu-dit Los Pajaritos, en périphérie de centre-ville, mais accessible à pied d'où que l'on soit dans la ville, vu la taille de Soria.
Le lycée le plus ancien de la province de Soria est le lycée Antonio Machado, fondé à Soria en 1840.

## Patrimoine de l'Unesco
Le 20 novembre 2010, avec trois autres communautés méditerranéennes (Coron en Grèce, Chefchaouen au Maroc et Cilento en Italie), la ville de Soria a été inscrite sur la Liste représentative du patrimoine culturel immatériel de l'UNESCO. Cette inscription a été rendue possible grâce à sa pratique alimentaire emblématique du régime méditerranéen :
« Celle-ci se caractérise par un modèle nutritionnel demeuré constant dans le temps et dont les principaux ingrédients sont l’huile d’olive, les céréales, les fruits et légumes frais ou séchés, une proportion limitée de poisson, des produits laitiers et viande, et de nombreux condiments et épices ».

## Culture
- Concours international de courts métrages ville de Soria, festival annuel de courts-métrages fondé en 1998.

## Sports
Soria a beaucoup de traditions sportives, puisque parmi les personnes qui ont pratiqué quelque sport, il y a Fermín Cacho, champion olympique de 1 500 mètres (athlétisme), et Abel Antón, champion du monde du marathon.
En plus de cela, à Soria joue une équipe de foot en 2e division espagnole, le Club Deportivo Numancia.
Il y a une équipe de volley en première division, le Numancia CMA Soria, de même que l'Aranga qui joue au handball.
En Espagne, on ne pratique pas beaucoup le rugby, mais ici on compte avec deux équipes de ce sport. Elles s’appellent "Ingenieros" et elles jouent en Castille et León et comptent une équipe masculine, et une autre féminine, de rugby à 7.
Il y a une équipe de basket féminin, qui a joué dans la première division d'Aragon (bien que Soria appartienne à la Castille et León).